# 9001 Slettebak
9001 Slettebak este un asteroid din centura principală de asteroizi.

## Descriere
9001 Slettebak este un asteroid din centura principală de asteroizi. A fost descoperit pe 30 august 1981 la Stația Anderson Mesa de Edward L. G. Bowell. El prezintă o orbită caracterizată de o semiaxă mare de 2,30 ua, o excentricitate de 0,23 și o înclinație de 7,6° în raport cu ecliptica.